# Râul Negru
Der Râul Negru (Schwarzbach; ungarisch Feketügy) ist ein Nebenfluss des Olt (Alt), der in den Kreisen Covasna und Brașov in der rumänischen Region Siebenbürgen fließt.
Er entspringt im Nemira-Gebirge, einem Teilgebirge der Ostkarpaten, und fließt anschließend überwiegend in südwestliche Richtung, bis er im Gemeindegebiet von Prejmer (Tartlau) in den Olt mündet.
Auf seinem Lauf durch sehr hügeliges Gelände wird das Gewässer überwiegend von einem Wechsel von Stromschnellen und kleineren Wasserfällen gekennzeichnet. Der Landwirtschaft und den anrainenden Gemeinden dient der Râul Negru als wichtige Quelle zur Wasserversorgung.